# Gaia (okręg Dolj)
Gaia – wieś w Rumunii, w okręgu Dolj, w gminie Murgași. W 2011 roku liczyła 315 mieszkańców.